# Calcutta Cup
La Calcutta Cup és el torneig de rugbi més antic del món, ja que enfronta a anglesos i escocesos des de 1879 i, des de 1883, la guanya l'equip que s'imposa a l'altre dins del torneig del 6 nacions.
L'inici del trofeu però, cal buscar-lo un xic més enrere: Al Nadal de 1872 es va jugar a Calcuta (Índia) un partit de rugby entre dos equips de soldats de l'exèrcit de Sa Majestat (denominació de l'època). D'una banda, vint anglesos. De l'altra, un combinat d'escocesos, gal·lesos i irlandesos en el mateix nombre. Al cap d'uns dies l'experiència es va repetir. Va ser un tres en un. D'un sol cop el rugby va entrar a l'Índia – encara que mai ha estat una potència d'aquest esport -, es va fundar el Calcutta Football Club i, més tard, es va instaurar el més antic dels torneigs de rugbi coneguts.
El fet és que el nou club va dur a la creació d'altres entitats i es jugaven partits habitualment fins que la retirada de les tropes britàniques va deixar el país sense homes suficients per jugar i, per acabar-ho d'adobar, el clima tampoc era el més adequat pel rugbi.
Els dirigents del Calcutta, que s'havien afiliat a la federació de la metròpoli, l'anglesa, van dissoldre'l. Els diners que hi havia al banc van decidir dedicar-los a recordar que uns homes havien dut el rugby a l'altra part del món. I, inicialment, es va pensar en un sopar anual, però el capità, secretari honorari i tresorer del club, James Rothney, va proposar crear una Copa i lliurar-la a la Rugby Union londinenca perquè li donés l'ús que tingués per menester.
Les rupies de plata dels comptes del banc van ser dutes a un artesà indi, que les va fondre per modelar la copa: una tetera amb tres nanses en forma de cobres i un elefant indi coronant la tapa. La Rugby Union va acceptar-la en propietat i va decidir que Escòcia i Anglaterra se la juguessin anualment en un partit.
Malgrat que està bastant malmesa, quan la guanya Anglaterra, exposa l'original al Museu del Rugby de Twickenham. Quant al seu estat, cal assenyalar que l'any 1988 el tercer temps del partit d'ambdues seleccions va ser un pèl mogut. L'anglès Dan Richards i l'escocès John Jeffrey van jugar amb ella al llarg de Princes Street a Edimburg. Els dos van ser sancionats, Jeffrey a sis mesos i Richards a un partit de la selecció.

## Resultats

### Palmarès
| Equip      | Partits |
| ---------- | ------- |
| Anglaterra | 82      |
| Escòcia    | 47      |

| Equip      | Victòries |
| ---------- | --------- |
| Anglaterra | 71        |
| Escòcia    | 43        |
| Empats     | 16        |

### Historial
| Any  | Data                                    | Guanyador (Títols acumulats)            | Resultat                                | Estadi i seu                            | Posseidor (Títols conservats) |
| ---- | --------------------------------------- | --------------------------------------- | --------------------------------------- | --------------------------------------- | ----------------------------- |
| 1879 | 10 Març                                 | Empat                                   | 3–3                                     | Raeburn Place, Edimburg                 | N/D                           |
| 1880 | 28 Febrer                               | Anglaterra (1)                          | 9–3                                     | Whalley Range, Manchester               | Anglaterra (2)                |
| 1881 | 19 Març                                 | Empat                                   | 4–4                                     | Raeburn Place, Edimburg                 | Anglaterra (2)                |
| 1882 | 4 Març                                  | Escòcia (1)                             | 0–2                                     | Whalley Range, Manchester               | Escòcia (1)                   |
| 1883 | 3 Març                                  | Anglaterra (2)                          | 1–2                                     | Raeburn Place, Edimburg                 | Anglaterra (7)                |
| 1884 | 1 Març                                  | Anglaterra (3)                          | 3–1                                     | Rectory Field, Blackheath               | Anglaterra (7)                |
| 1885 | No se va jugar                          | No se va jugar                          | No se va jugar                          | No se va jugar                          | Anglaterra (7)                |
| 1886 | 13 Març                                 | Empat                                   | 0–0                                     | Raeburn Place, Edimburg                 | Anglaterra (7)                |
| 1887 | 5 Març                                  | Empat                                   | 1–1                                     | Whalley Range, Manchester               | Anglaterra (7)                |
| 1888 | No se va jugar                          | No se va jugar                          | No se va jugar                          | No se va jugar                          | Anglaterra (7)                |
| 1889 | No se va jugar                          | No se va jugar                          | No se va jugar                          | No se va jugar                          | Anglaterra (7)                |
| 1890 | 1 Març                                  | Anglaterra (4)                          | 0–6                                     | Raeburn Place, Edimburg                 | Anglaterra (7)                |
| 1891 | 7 Març                                  | Escòcia (2)                             | 3–9                                     | Athletic Ground, Richmond               | Escòcia (2)                   |
| 1892 | 5 Març                                  | Anglaterra (5)                          | 0–5                                     | Raeburn Place, Edimburg                 | Anglaterra (8)                |
| 1893 | 4 Març                                  | Escòcia (3)                             | 0–8                                     | Headingley Stadium, Leeds               | Escòcia (6)                   |
| 1894 | 17 Març                                 | Escòcia (4)                             | 6–0                                     | Raeburn Place, Edimburg                 | Escòcia (6)                   |
| 1895 | 9 Març                                  | Escòcia (5)                             | 3–6                                     | Athletic Ground, Richmond               | Escòcia (6)                   |
| 1896 | 14 Març                                 | Escòcia (6)                             | 11–0                                    | Cathkin Park, Glasgow                   | Escòcia (6)                   |
| 1897 | 13 Març                                 | Anglaterra (6)                          | 12–3                                    | Fallowfield Stadium, Manchester         | Anglaterra (10)               |
| 1898 | 12 Març                                 | Empat                                   | 3–3                                     | Powderhall Stadium, Edimburg            | Anglaterra (10)               |
| 1899 | 11 Març                                 | Escòcia (7)                             | 0–5                                     | Rectory Field, Blackheath               | Escòcia (9)                   |
| 1900 | 10 Març                                 | Empat                                   | 0–0                                     | Inverleith, Edimburg                    | Escòcia (9)                   |
| 1901 | 9 Març                                  | Escòcia (8)                             | 3–18                                    | Rectory Field, Blackheath               | Escòcia (9)                   |
| 1902 | 15 Març                                 | Anglaterra (7)                          | 3–6                                     | Inverleith, Edimburg                    | Anglaterra (11)               |
| 1903 | 21 Març                                 | Escòcia (9)                             | 6–10                                    | Athletic Ground, Richmond               | Escòcia (12)                  |
| 1904 | 19 Març                                 | Escòcia (10)                            | 6–3                                     | Inverleith, Edimburg                    | Escòcia (12)                  |
| 1905 | 18 Març                                 | Escòcia (11)                            | 0–8                                     | Athletic Ground, Richmond               | Escòcia (12)                  |
| 1906 | 17 Març                                 | Anglaterra (8)                          | 3–9                                     | Inverleith, Edimburg                    | Anglaterra (12)               |
| 1907 | 16 Març                                 | Escòcia (12)                            | 3–8                                     | Rectory Field, Blackheath               | Escòcia (15)                  |
| 1908 | 21 Març                                 | Escòcia (13)                            | 16–10                                   | Inverleith, Edimburg                    | Escòcia (15)                  |
| 1909 | 20 Març                                 | Escòcia (14)                            | 8–18                                    | Athletic Ground, Richmond               | Escòcia (15)                  |
| 1910 | 19 Març                                 | Anglaterra (9)                          | 5–14                                    | Inverleith, Edimburg                    | Anglaterra (14)               |
| 1911 | 18 Març                                 | Anglaterra (10)                         | 13–8                                    | Twickenham Stadium, Londres             | Anglaterra (14)               |
| 1912 | 16 Març                                 | Escòcia (15)                            | 8–3                                     | Inverleith, Edimburg                    | Escòcia (16)                  |
| 1913 | 15 Març                                 | Anglaterra (11)                         | 3–0                                     | Twickenham Stadium, Londres             | Anglaterra (21)               |
| 1914 | 21 Març                                 | Anglaterra (12)                         | 15–16                                   | Inverleith, Edimburg                    | Anglaterra (21)               |
| 1915 | No se va jugar per la I Guerra Mundial  | No se va jugar per la I Guerra Mundial  | No se va jugar per la I Guerra Mundial  | No se va jugar per la I Guerra Mundial  | Anglaterra (21)               |
| 1916 | No se va jugar per la I Guerra Mundial  | No se va jugar per la I Guerra Mundial  | No se va jugar per la I Guerra Mundial  | No se va jugar per la I Guerra Mundial  | Anglaterra (21)               |
| 1917 | No se va jugar per la I Guerra Mundial  | No se va jugar per la I Guerra Mundial  | No se va jugar per la I Guerra Mundial  | No se va jugar per la I Guerra Mundial  | Anglaterra (21)               |
| 1918 | No se va jugar per la I Guerra Mundial  | No se va jugar per la I Guerra Mundial  | No se va jugar per la I Guerra Mundial  | No se va jugar per la I Guerra Mundial  | Anglaterra (21)               |
| 1919 | No se va jugar per la I Guerra Mundial  | No se va jugar per la I Guerra Mundial  | No se va jugar per la I Guerra Mundial  | No se va jugar per la I Guerra Mundial  | Anglaterra (21)               |
| 1920 | 20 Març                                 | Anglaterra (13)                         | 13–4                                    | Twickenham Stadium, Londres             | Anglaterra (21)               |
| 1921 | 19 Març                                 | Anglaterra (14)                         | 0–18                                    | Inverleith, Edimburg                    | Anglaterra (21)               |
| 1922 | 18 Març                                 | Anglaterra (15)                         | 11–5                                    | Twickenham Stadium, Londres             | Anglaterra (21)               |
| 1923 | 17 Març                                 | Anglaterra (16)                         | 6–8                                     | Inverleith, Edimburg                    | Anglaterra (21)               |
| 1924 | 15 Març                                 | Anglaterra (17)                         | 19–0                                    | Twickenham Stadium, Londres             | Anglaterra (21)               |
| 1925 | 21 Març                                 | Escòcia (16)                            | 14–11                                   | Murrayfield Stadium, Edimburg           | Escòcia (19)                  |
| 1926 | 20 Març                                 | Escòcia (17)                            | 9–17                                    | Twickenham Stadium, Londres             | Escòcia (19)                  |
| 1927 | 19 Març                                 | Escòcia (18)                            | 21–13                                   | Murrayfield Stadium, Edimburg           | Escòcia (19)                  |
| 1928 | 17 Març                                 | Anglaterra (18)                         | 6–0                                     | Twickenham Stadium, Londres             | Anglaterra (22)               |
| 1929 | 16 Març                                 | Escòcia (19)                            | 12–6                                    | Murrayfield Stadium, Edimburg           | Escòcia (22)                  |
| 1930 | 16 Març                                 | Empat                                   | 0–0                                     | Twickenham Stadium, Londres             | Escòcia (22)                  |
| 1931 | 21 Març                                 | Escòcia (20)                            | 28–19                                   | Murrayfield Stadium, Edimburg           | Escòcia (22)                  |
| 1932 | 19 Març                                 | Anglaterra (19)                         | 16–3                                    | Twickenham Stadium, Londres             | Anglaterra (23)               |
| 1933 | 18 Març                                 | Escòcia (21)                            | 3–0                                     | Murrayfield Stadium, Edimburg           | Escòcia (23)                  |
| 1934 | 17 Març                                 | Anglaterra (20)                         | 6–3                                     | Twickenham Stadium, Londres             | Anglaterra (24)               |
| 1935 | 16 Març                                 | Escòcia (22)                            | 10–7                                    | Murrayfield Stadium, Edimburg           | Escòcia (24)                  |
| 1936 | 21 Març                                 | Anglaterra (21)                         | 9–8                                     | Twickenham Stadium, Londres             | Anglaterra (26)               |
| 1937 | 20 Març                                 | Anglaterra (22)                         | 3–6                                     | Murrayfield Stadium, Edimburg           | Anglaterra (26)               |
| 1938 | 19 Març                                 | Escòcia (23)                            | 16–21                                   | Twickenham Stadium, Londres             | Escòcia (25)                  |
| 1939 | 18 Març                                 | Anglaterra (23)                         | 6–9                                     | Murrayfield Stadium, Edimburg           | Anglaterra (28)               |
| 1940 | No se va jugar per la II Guerra Mundial | No se va jugar per la II Guerra Mundial | No se va jugar per la II Guerra Mundial | No se va jugar per la II Guerra Mundial | Anglaterra (28)               |
| 1941 | No se va jugar per la II Guerra Mundial | No se va jugar per la II Guerra Mundial | No se va jugar per la II Guerra Mundial | No se va jugar per la II Guerra Mundial | Anglaterra (28)               |
| 1942 | No se va jugar per la II Guerra Mundial | No se va jugar per la II Guerra Mundial | No se va jugar per la II Guerra Mundial | No se va jugar per la II Guerra Mundial | Anglaterra (28)               |
| 1943 | No se va jugar per la II Guerra Mundial | No se va jugar per la II Guerra Mundial | No se va jugar per la II Guerra Mundial | No se va jugar per la II Guerra Mundial | Anglaterra (28)               |
| 1944 | No se va jugar per la II Guerra Mundial | No se va jugar per la II Guerra Mundial | No se va jugar per la II Guerra Mundial | No se va jugar per la II Guerra Mundial | Anglaterra (28)               |
| 1945 | No se va jugar per la II Guerra Mundial | No se va jugar per la II Guerra Mundial | No se va jugar per la II Guerra Mundial | No se va jugar per la II Guerra Mundial | Anglaterra (28)               |
| 1946 | No se va jugar per la II Guerra Mundial | No se va jugar per la II Guerra Mundial | No se va jugar per la II Guerra Mundial | No se va jugar per la II Guerra Mundial | Anglaterra (28)               |
| 1947 | 15 Març                                 | Anglaterra (24)                         | 24–5                                    | Twickenham Stadium, Londres             | Anglaterra (28)               |
| 1948 | 20 Març                                 | Escòcia (24)                            | 6–3                                     | Murrayfield Stadium, Edimburg           | Escòcia (26)                  |
| 1949 | 19 Març                                 | Anglaterra (25)                         | 6–3                                     | Twickenham Stadium, Londres             | Anglaterra (29)               |
| 1950 | 18 Març                                 | Escòcia (25)                            | 13–11                                   | Murrayfield Stadium, Edimburg           | Escòcia (27)                  |
| 1951 | 17 Març                                 | Anglaterra (26)                         | 5–3                                     | Twickenham Stadium, Londres             | Anglaterra (42)               |
| 1952 | 15 Març                                 | Anglaterra (27)                         | 3–19                                    | Murrayfield Stadium, Edimburg           | Anglaterra (42)               |
| 1953 | 21 Març                                 | Anglaterra (28)                         | 26–8                                    | Twickenham Stadium, Londres             | Anglaterra (42)               |
| 1954 | 20 Març                                 | Anglaterra (29)                         | 3–13                                    | Murrayfield Stadium, Edimburg           | Anglaterra (42)               |
| 1955 | 19 Març                                 | Anglaterra (30)                         | 9–6                                     | Twickenham Stadium, Londres             | Anglaterra (42)               |
| 1956 | 17 Març                                 | Anglaterra (31)                         | 6–11                                    | Murrayfield Stadium, Edimburg           | Anglaterra (42)               |
| 1957 | 16 Març                                 | Anglaterra (32)                         | 16–3                                    | Twickenham Stadium, Londres             | Anglaterra (42)               |
| 1958 | 15 Març                                 | Empat                                   | 3–3                                     | Murrayfield Stadium, Edimburg           | Anglaterra (42)               |
| 1959 | 21 Març                                 | Empat                                   | 3–3                                     | Twickenham Stadium, Londres             | Anglaterra (42)               |
| 1960 | 19 Març                                 | Anglaterra (33)                         | 12–21                                   | Murrayfield Stadium, Edimburg           | Anglaterra (42)               |
| 1961 | 18 Març                                 | Anglaterra (34)                         | 6–0                                     | Twickenham Stadium, Londres             | Anglaterra (42)               |
| 1962 | 17 Març                                 | Empat                                   | 3–3                                     | Murrayfield Stadium, Edimburg           | Anglaterra (42)               |
| 1963 | 16 Març                                 | Anglaterra (35)                         | 10–8                                    | Twickenham Stadium, Londres             | Anglaterra (42)               |
| 1964 | 21 Març                                 | Escòcia (26)                            | 15–6                                    | Murrayfield Stadium, Edimburg           | Escòcia (30)                  |
| 1965 | 20 Març                                 | Empat                                   | 3–3                                     | Twickenham Stadium, Londres             | Escòcia (30)                  |
| 1966 | 19 Març                                 | Escòcia (27)                            | 6–3                                     | Murrayfield Stadium, Edimburg           | Escòcia (30)                  |
| 1967 | 18 Març                                 | Anglaterra (36)                         | 27–14                                   | Twickenham Stadium, Londres             | Anglaterra (45)               |
| 1968 | 16 Març                                 | Anglaterra (37)                         | 6–8                                     | Murrayfield Stadium, Edimburg           | Anglaterra (45)               |
| 1969 | 15 Març                                 | Anglaterra (38)                         | 8–3                                     | Twickenham Stadium, Londres             | Anglaterra (45)               |
| 1970 | 21 Febrer                               | Escòcia (28)                            | 14–5                                    | Murrayfield Stadium, Edimburg           | Escòcia (33)                  |
| 1971 | 20 Març                                 | Escòcia (29)                            | 15–16                                   | Twickenham Stadium, Londres             | Escòcia (33)                  |
| 1972 | 18 Març                                 | Escòcia (30)                            | 23–9                                    | Murrayfield Stadium, Edimburg           | Escòcia (33)                  |
| 1973 | 17 Març                                 | Anglaterra (39)                         | 15–16                                   | Twickenham Stadium, Londres             | Anglaterra (46)               |
| 1974 | 2 Febrer                                | Escòcia (31)                            | 16–14                                   | Murrayfield Stadium, Edimburg           | Escòcia (34)                  |
| 1975 | 15 Març                                 | Anglaterra (40)                         | 7–6                                     | Twickenham Stadium, Londres             | Anglaterra (47)               |
| 1976 | 21 Febrer                               | Escòcia (32)                            | 22–12                                   | Murrayfield Stadium, Edimburg           | Escòcia (35)                  |
| 1977 | 15 Gener                                | Anglaterra (41)                         | 26–6                                    | Twickenham Stadium, Londres             | Anglaterra (53)               |
| 1978 | 4 Març                                  | Anglaterra (42)                         | 0–15                                    | Murrayfield Stadium, Edimburg           | Anglaterra (53)               |
| 1979 | 3 Febrer                                | Empat                                   | 7–7                                     | Twickenham Stadium, Londres             | Anglaterra (53)               |
| 1980 | 15 Març                                 | Anglaterra (43)                         | 18–30                                   | Murrayfield Stadium, Edimburg           | Anglaterra (53)               |
| 1981 | 21 Febrer                               | Anglaterra (44)                         | 23–17                                   | Twickenham Stadium, Londres             | Anglaterra (53)               |
| 1982 | 16 Gener                                | Empat                                   | 9–9                                     | Murrayfield Stadium, Edimburg           | Anglaterra (53)               |
| 1983 | 5 Març                                  | Escòcia (33)                            | 12–22                                   | Twickenham Stadium, Londres             | Escòcia (37)                  |
| 1984 | 4 Febrer                                | Escòcia (34)                            | 18–6                                    | Murrayfield Stadium, Edimburg           | Escòcia (37)                  |
| 1985 | 16 Març                                 | Anglaterra (45)                         | 10–7                                    | Twickenham Stadium, Londres             | Anglaterra (54)               |
| 1986 | 15 Febrer                               | Escòcia (35)                            | 33–6                                    | Murrayfield Stadium, Edimburg           | Escòcia (38)                  |
| 1987 | 4 Abril                                 | Anglaterra (46)                         | 21–12                                   | Twickenham Stadium, Londres             | Anglaterra (57)               |
| 1988 | 5 Març                                  | Anglaterra (47)                         | 6–9                                     | Murrayfield Stadium, Edimburg           | Anglaterra (57)               |
| 1989 | 4 Febrer                                | Empat                                   | 12–12                                   | Twickenham Stadium, Londres             | Anglaterra (57)               |
| 1990 | 17 Març                                 | Escòcia (36)                            | 13–7                                    | Murrayfield Stadium, Edimburg           | Escòcia (39)                  |
| 1991 | 16 Febrer                               | Anglaterra (48)                         | 21–12                                   | Twickenham Stadium, Londres             | Anglaterra (66)               |
| 1992 | 18 Gener                                | Anglaterra (49)                         | 7–25                                    | Murrayfield Stadium, Edimburg           | Anglaterra (66)               |
| 1993 | 6 Març                                  | Anglaterra (50)                         | 26–12                                   | Twickenham Stadium, Londres             | Anglaterra (66)               |
| 1994 | 5 Febrer                                | Anglaterra (51)                         | 14–15                                   | Murrayfield Stadium, Edimburg           | Anglaterra (66)               |
| 1995 | 18 Març                                 | Anglaterra (52)                         | 24–12                                   | Twickenham Stadium, Londres             | Anglaterra (66)               |
| 1996 | 2 Març                                  | Anglaterra (53)                         | 9–18                                    | Murrayfield Stadium, Edimburg           | Anglaterra (66)               |
| 1997 | 1 Febrer                                | Anglaterra (54)                         | 41–13                                   | Twickenham Stadium, Londres             | Anglaterra (66)               |
| 1998 | 22 Març                                 | Anglaterra (55)                         | 20–34                                   | Murrayfield Stadium, Edimburg           | Anglaterra (66)               |
| 1999 | 20 Febrer                               | Anglaterra (56)                         | 24–21                                   | Twickenham Stadium, Londres             | Anglaterra (66)               |
| 2000 | 2 Abril                                 | Escòcia (37)                            | 19–13                                   | Murrayfield Stadium, Edimburg           | Escòcia (40)                  |
| 2001 | 3 Març                                  | Anglaterra (57)                         | 43–3                                    | Twickenham Stadium, Londres             | Anglaterra (71)               |
| 2002 | 2 Febrer                                | Anglaterra (58)                         | 3–29                                    | Murrayfield Stadium, Edimburg           | Anglaterra (71)               |
| 2003 | 22 Març                                 | Anglaterra (59)                         | 40–9                                    | Twickenham Stadium, Londres             | Anglaterra (71)               |
| 2004 | 21 Febrer                               | Anglaterra (60)                         | 13–35                                   | Murrayfield Stadium, Edimburg           | Anglaterra (71)               |
| 2005 | 19 Març                                 | Anglaterra (61)                         | 43–22                                   | Twickenham Stadium, Londres             | Anglaterra (71)               |
| 2006 | 25 Febrer                               | Escòcia (38)                            | 18–12                                   | Murrayfield Stadium, Edimburg           | Escòcia (41)                  |
| 2007 | 3 Febrer                                | Anglaterra (62)                         | 42–20                                   | Twickenham Stadium, Londres             | Anglaterra (72)               |
| 2008 | 8 Març                                  | Escòcia (39)                            | 15–9                                    | Murrayfield Stadium, Edimburg           | Escòcia (42)                  |
| 2009 | 21 Març                                 | Anglaterra (63)                         | 26–12                                   | Twickenham Stadium, Londres             | Anglaterra (81)               |
| 2010 | 13 Març                                 | Empat                                   | 15–15                                   | Murrayfield Stadium, Edimburg           | Anglaterra (81)               |
| 2011 | 13 Març                                 | Anglaterra (64)                         | 22–16                                   | Twickenham Stadium, Londres             | Anglaterra (81)               |
| 2012 | 4 Febrer                                | Anglaterra (65)                         | 6–13                                    | Murrayfield Stadium, Edimburg           | Anglaterra (81)               |
| 2013 | 2 Febrer                                | Anglaterra (66)                         | 38–18                                   | Twickenham Stadium, Londres             | Anglaterra (81)               |
| 2014 | 8 Febrer                                | Anglaterra (67)                         | 0–20                                    | Murrayfield Stadium, Edimburg           | Anglaterra (81)               |
| 2015 | 14 Març                                 | Anglaterra (68)                         | 25–13                                   | Twickenham Stadium, Londres             | Anglaterra (81)               |
| 2016 | 6 Febrer                                | Anglaterra (69)                         | 9–15                                    | Murrayfield Stadium, Edimburg           | Anglaterra (81)               |
| 2017 | 11 Març                                 | Anglaterra (70)                         | 61–21                                   | Twickenham Stadium, Londres             | Anglaterra (81)               |
| 2018 | 24 Febrer                               | Escòcia (40)                            | 25–13                                   | Murrayfield Stadium, Edimburg           | Escòcia (44)                  |
| 2019 | 16 Març                                 | Empat                                   | 38–38                                   | Twickenham Stadium, Londres             | Escòcia (44)                  |
| 2020 | 8 Febrer                                | Anglaterra (71)                         | 6–13                                    | Murrayfield Stadium, Edimburg           | Anglaterra (82)               |
| 2021 | 6 Febrer                                | Escòcia (41)                            | 6–11                                    | Twickenham Stadium, Londres             | Escòcia (47)                  |
| 2022 | 5 Febrer                                | Escòcia (42)                            | 20–17                                   | Murrayfield Stadium, Edimburg           | Escòcia (47)                  |
| 2023 | 4 Febrer                                | Escòcia (43)                            | 23–29                                   | Twickenham Stadium, Londres             | Escòcia (47)                  |

## Rècords
El rècord actual de punts anotats per un jugador en un partit de la Calcuta Cup el va establir en Jonny Wilkinson el 2007 anotant 27 punts (1 assaig, 2 conversions, 5 cops de càstic i 1 drop). L'anterior rècord de 24 punts el tenia Rob Andrew.